# Menú contextual

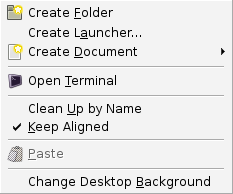
Un menú contextual de escritorio bajo GNOME, que puede ser personalizado

Un menú contextual (también llamado menú emergente o popup emergente)[cita requerida] es un  menú dentro de una interfaz gráfica de usuario o GUI que aparece en la interacción con el usuario, como por ejemplo cuando éste hace  un clic derecho del ratón. Un menú contextual ofrece una serie limitada de opciones que están disponibles en el estado actual, o dentro del contexto, del sistema operativo o de la aplicación. En general, las opciones disponibles son las acciones relacionadas con el  objeto seleccionado en la interacción.
El atributo "contextual" se refiere a que los elementos del menú dependen del tipo de objeto (u objetos) con el que desee interaccionar y del programa informático que gestiona el objeto.

Es decir, el menú depende del contexto en el que se utilice.  Por esta razón el menú contextual de una carpeta no es el mismo que el de un archivo de imagen, cada uno (cada objeto) tiene sus opciones específicas.

Tecla de menú contextual

En las diferentes versiones más populares de sistema operativo, un menú contextual se abre haciendo clic con el botón derecho del ratón sobre un objeto, como un archivo o una  carpeta. En estos sistemas operativos, es posible abrir el menú contextual, incluso cuando se utiliza el  teclado pulsando la combinación de teclas Shift + F10 o bien pulsando una tecla especial llamada "tecla de menú" , "tecla de menú contextual" o "tecla aplicación". En el caso del Mac OS se puede abrir el menú contextual mediante la combinación de un clic del botón izquierdo del ratón pulsando la  tecla de control .